# Casa Mac Gregor

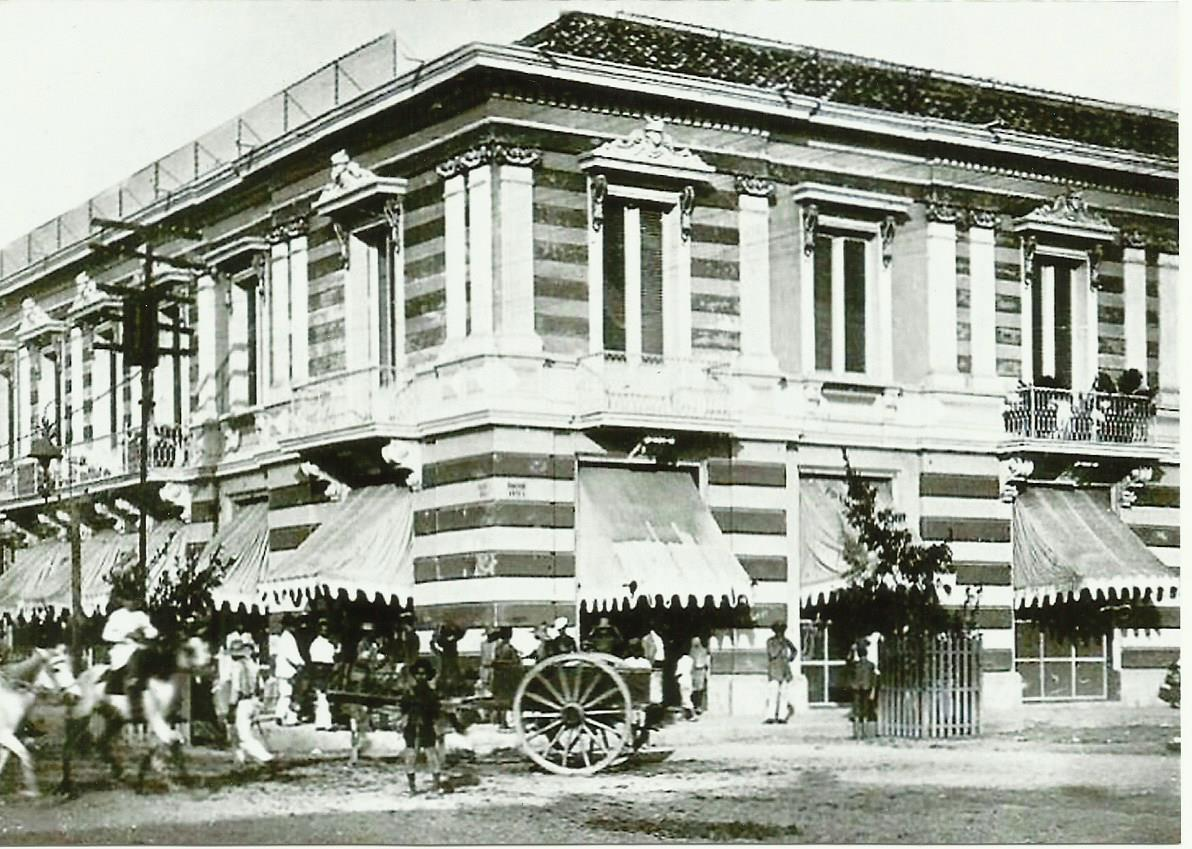
La Casa Mac Gregor, primera tienda por departamentos de Venezuela. Fotografía de 1893

La Casa Mac Gregor fue la primera tienda por departamentos de Venezuela. El almacén fue fundado en 1892 en Maracaibo, Estado Zulia, por el empresario zuliano Emilio Mac Gregor Novoa. El edificio Mac Gregor  es hoy ícono de la ciudad y punto de referencia dentro del viejo casco de Maracaibo.

## Antecedentes

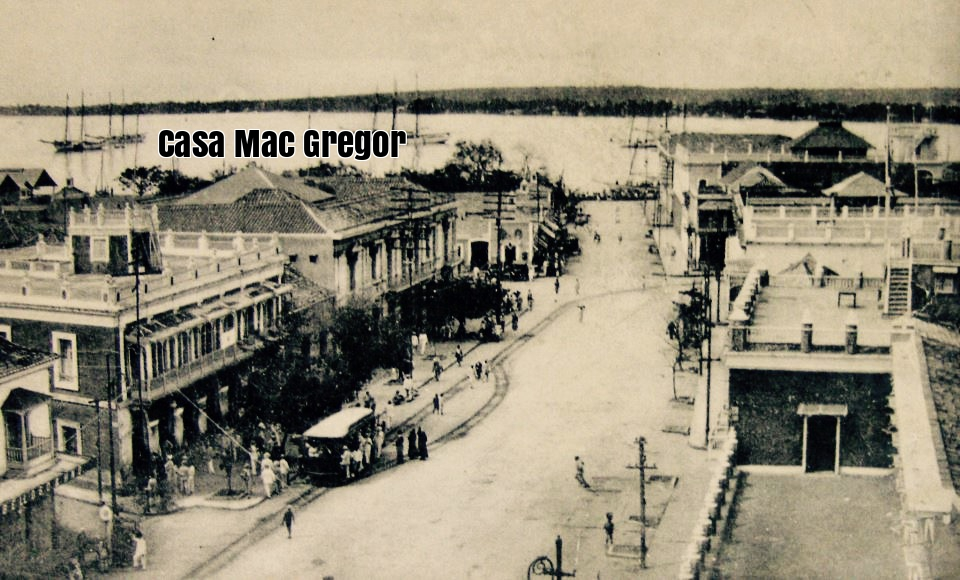
La Casa Mac Gregor en el centro de Maracaibo, con vista al puerto de la ciudad

A finales del siglo XIX Maracaibo era un activo puerto internacional y centro mercantil, ambiente que propició el desarrollo de avances tecnológicos y comerciales. Ejemplos de ello fueron la instalación del primer alumbrado eléctrico de Venezuela o la creación del Banco de Maracaibo, primera entidad bancaria del país. El nacimiento de la primera revista venezolana, El Zulia Ilustrado, o la instalación de la primera red de teléfonos de Venezuela. Dentro de ese ambiente de vanguardias nació también la primera tienda por departamentos del país, la “Casa Mac Gregor”, fundada por el empresario zuliano Emilio Mac Gregor Novoa en el año 1892.

## Estilo de venta

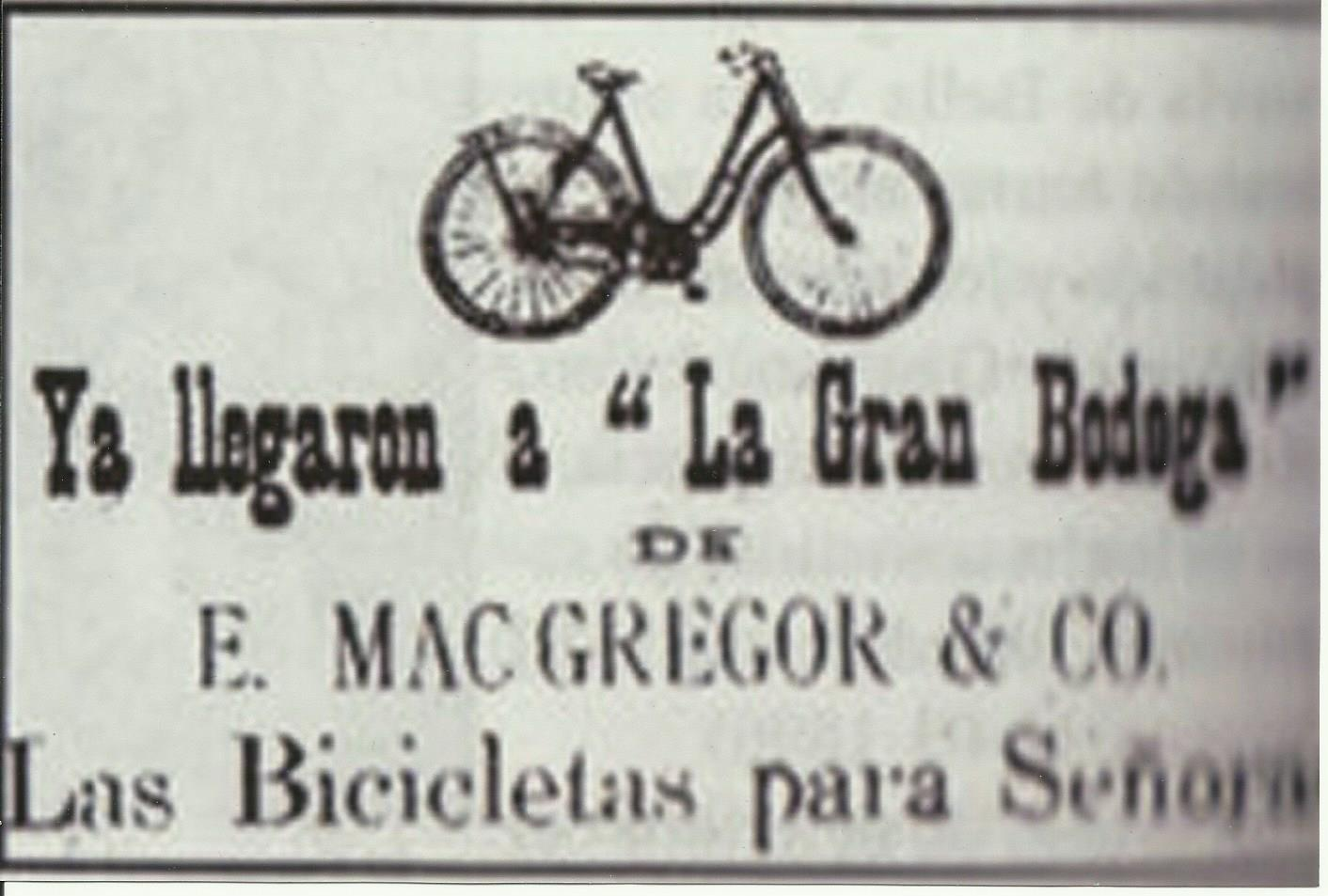

La fotografía a la derecha muestra un aviso aparecido en el Diario El Fonógrafo de Maracaibo, Venezuela, en 1900, sobre la llegada de bicicletas para señoras, al almacén de la Casa Mac Gregor.

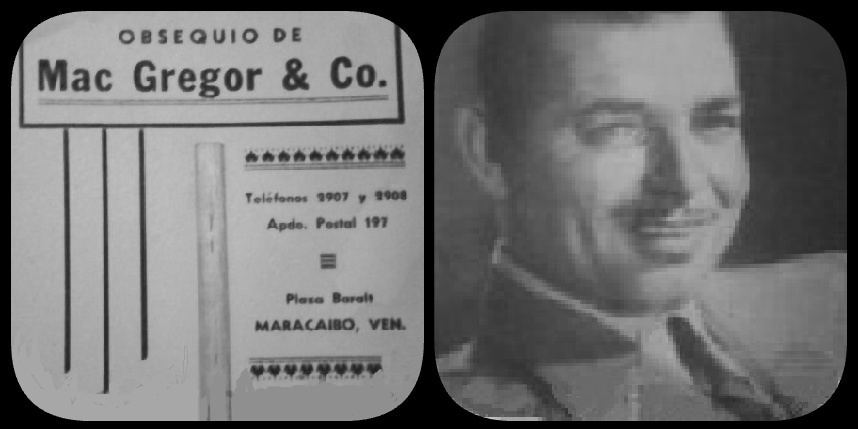
Souveir de la Casa Mac Gregor en 1936. Abanico de mano

Esta era apenas una muestra de la gran variedad de productos del almacén Mac Gregor. En el Maracaibo decimonónico las tiendas tradicionales eran establecimientos especializados en su género, donde cada casa ofrecía la variedad de un artículo en particular. Había, entre otras, tiendas de sombreros, de calzado o de vestido, cuyos avisos aparecían publicados en las ediciones de la época del Diario El Fonógrafo. “Ese concepto de “tienda” dio un giro en 1892, cuando irrumpió en la ciudad un estilo diferente de venta al público, que cambió los patrones de compra del marabino. Ocurrió dentro de un recién estrenado inmueble de dos plantas, y más de 1.600 metros cuadrados de construcción, llamado "Casa Mac Gregor". El almacén era un establecimiento distinto, con variedad de artículos procedentes de todo el mundo que entraban a la ciudad por el puerto internacional.

## El edificio Mac Gregor
El edificio Mac Gregor fue construido en el Bulevar Baralt de Maracaibo, epicentro comercial de la ciudad a finales del siglo XIX. Además de sus dimensiones, mucho mayores que las del resto de los comercios de entonces, el edificio de la “Casa Mac Gregor” se impuso por su diseño y ornamentos. La planta alta en particular llamaba la atención. Estaba decorada con simuladas columnas jónicas y poseía hileras de puertaventanas con balcón, coronadas con el rostro vigilante de Hermes, Dios mitológico griego del comercio. Sus fachadas pintadas en blanco y ocre, despertaron también el interés del público y contribuyeron a hacer del edificio algo diferente dentro del Bulevar Baralt.

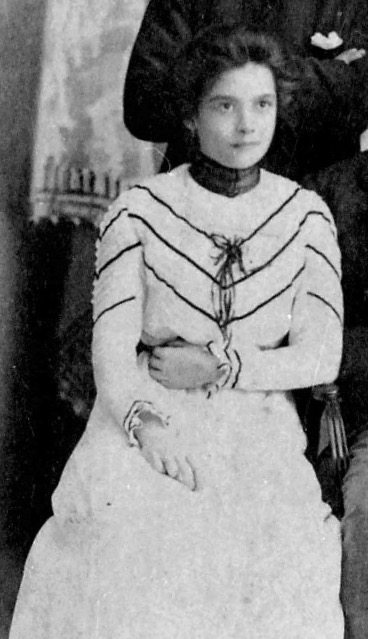
La periodista Teresa López Bustamante, cuyas notas describen el estilo de venta de la Casa Mac Gregor en sus comienzos.

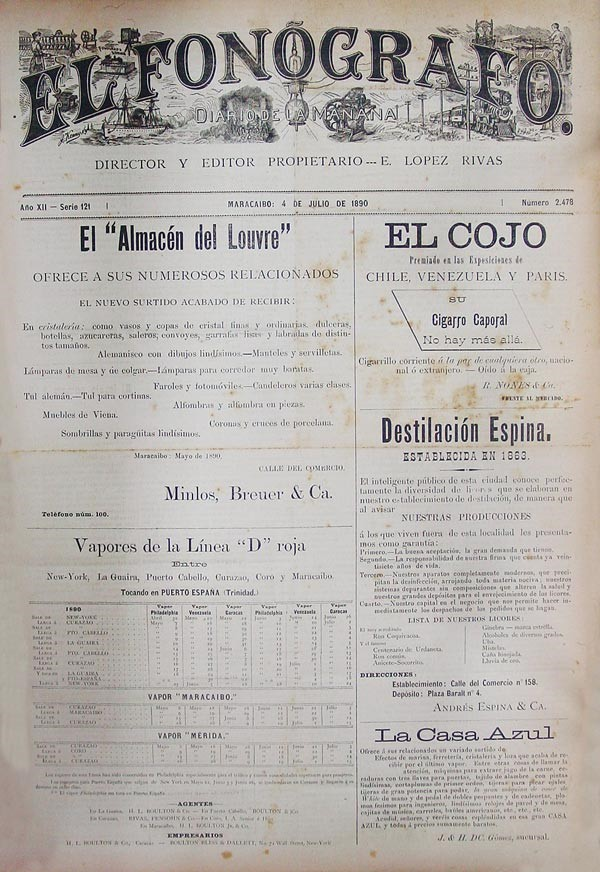
Portada del Diario El Fonógrafo, anunciante regular de los productos de la Casa Mac Gregor, a finales del y principios del siglo XX

## Pionera en su género
La “Casa Mac Gregor” fue la primera tienda por departamentos que se instaló en Venezuela. Fue el primer almacén que ofreció un abanico organizado de mercancías dentro de renglones como el menaje del hogar, las ropas, los tejidos, la oficina, la recreación, la construcción y el transporte. Sobre una superficie de más de 800 metros cuadrados, artículos de todo tipo hicieron por primera vez su despliegue libremente, lejos de las tradicionales repisas tras el vendedor que habían imperado hasta entonces. Según las notas de la periodista Teresa López Bustamante “la modalidad deslumbró al marabino, que por primera vez pudo caminar a su antojo por un almacén, acercarse a los artículos directamente y palparlos. Allí puede el marabino conseguir, como popularmente lo expresa, todo lo que busca y lo que no busca. Desde una silla de montar hasta un sombrero de plumas para señoras…”
La “Casa Mac Gregor” se mantuvo en pleno funcionamiento hasta 1978 y fue renovando sus artículos al ritmo del desarrollo industrial. Ejemplo de ello son las sillas de montar, desplazadas por las piezas de los primeros automóviles, que comenzaron a rodar por las calles aledañas al almacén a principios de 1900. Igualmente la aparición de sofisticados aparatos, producto de la modernidad del siglo XX, como es el caso de las primeras cámaras fotográficas “Kodak” que entraron al país.

## Icono de Maracaibo

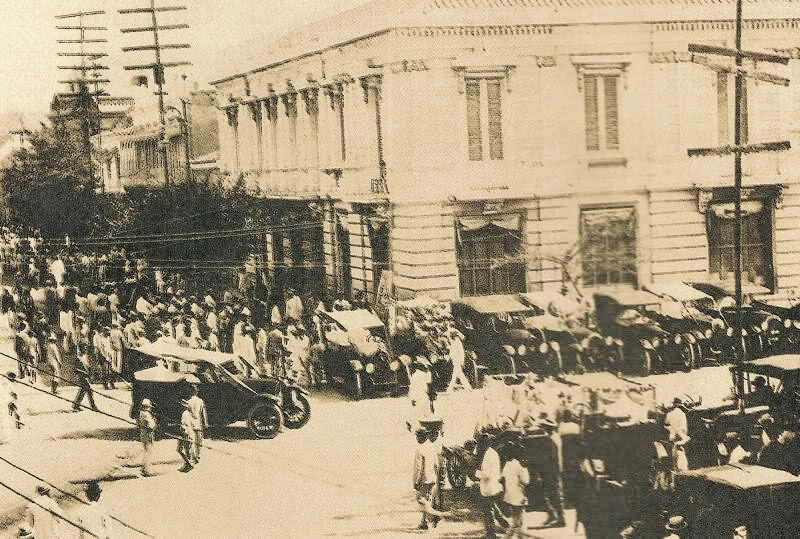
La popular "Esquina de Mac Gregor" a principios del.

El almacén se mantuvo en actividad durante 86 años y desde sus inicios se convirtió en referencia del peatón, adoptando su nombre algunos rincones de los alrededores de Maracaibo. El más famoso de ellos fue la conocida como “Esquina de Mac Gregor”, lugar donde se ubicaba la estación del tranvía de la zona desde el siglo XIX y punto tradicional de encuentro de la intelectualidad marabina hasta las primeras décadas del siglo XX.
“Sus paredes vieron pasar tres generaciones de zulianos, así como también los cambios en el comercio, los productos y los hábitos de compra de la ciudad durante casi un siglo”. El almacén es igualmente referencia de la historia comercial del Zulia y del desarrollo industrial del mundo contemporáneo, reflejado en las transformaciones de las mercancías que, a lo largo de casi un siglo, llenaron sus espacios. La fachada exterior del edificio se mantiene en pie, bien conservada, y constituye un ícono en la ciudad de Maracaibo.